# Chrétiens de saint Thomas

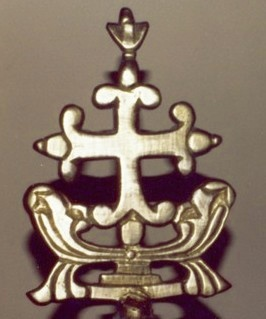
Croix dite de saint Thomas.

Les chrétiens de saint Thomas (aussi appelés Église de Malabar) sont un ensemble de communautés religieuses et d'Églises dans le Sud de l'Inde, notamment sur la côte de Malabar et dans l’État du Kerala, dont l'origine remonte aux débuts du christianisme.
Si l'on en croit la tradition des Chrétiens et des Hindouistes locaux, l'apôtre Thomas serait arrivé en terre indienne en 52 pour évangéliser le pays, ce qui fait que l'Inde aurait connu une christianisation antérieure à celle de nombreux pays d’Europe. Les Églises indiennes étant de tradition syriaque ou syrienne, les historiens pensent que l'arrivée du christianisme en Inde est probablement liée aux échanges commerciaux et culturels avec le Proche-Orient (dans l'autre sens, des notions comme celle du zéro sont parvenues en Méditerranée).
De nos jours, plusieurs Églises orientales existent toujours au Kerala, avec des affiliations complexes et diverses. Leur histoire est en effet très mouvementée avec de nombreuses scissions et recompositions : initialement dans la juridiction de l'Église de l'Orient, l’arrivée des chrétiens européens (Portugais, Anglais…) amène des évolutions.

## Terminologie
Les chrétiens de saint Thomas sont appelés ainsi à cause de leur vénération pour l'Apôtre Thomas dont il est dit qu'il a apporté le christianisme en Inde. Cette dénomination remonte à l'époque de la colonisation portugaise. Ils sont également connus, en particulier localement, comme les Nasrani ou Nasrani Mappila. « Nasrani » est un terme qui signifie « chrétien ». Il semble être dérivé de Nazôréen ou Nazaréen soit en référence à Nazareth, la ville d'origine de Jésus, soit comme forme locale du nom de Nazôréens que portaient les premiers chrétiens d'origine juive (nasraya ou nasrayie en syriaque). Mappila est un titre honorifique appliqué aux membres de religions non-indiennes, y compris les musulmans (Jonaka Mappila) et les Juifs (Yuda Mappila),. Certains chrétiens syriens de Travancore continuent à accoler ce titre honorifique à leurs noms. Le gouvernement indien désigne les membres de la communauté comme « chrétiens de Syrie », terme dont l'autorité coloniale néerlandaise était à l'origine, pour distinguer les « chrétiens de saint Thomas », qui utilisent le syriaque — un dialecte de l'araméen — comme langue liturgique, des chrétiens nouvellement évangélisés qui suivaient la liturgie latine. Le terme « syrien » ne se rapporte pas à leur appartenance ethnique, mais à leur lien historique, religieux et liturgique à l'Église de l'Orient, ou à l'Église syrienne orientale.

## Histoire

### L'implantation du christianisme en Inde

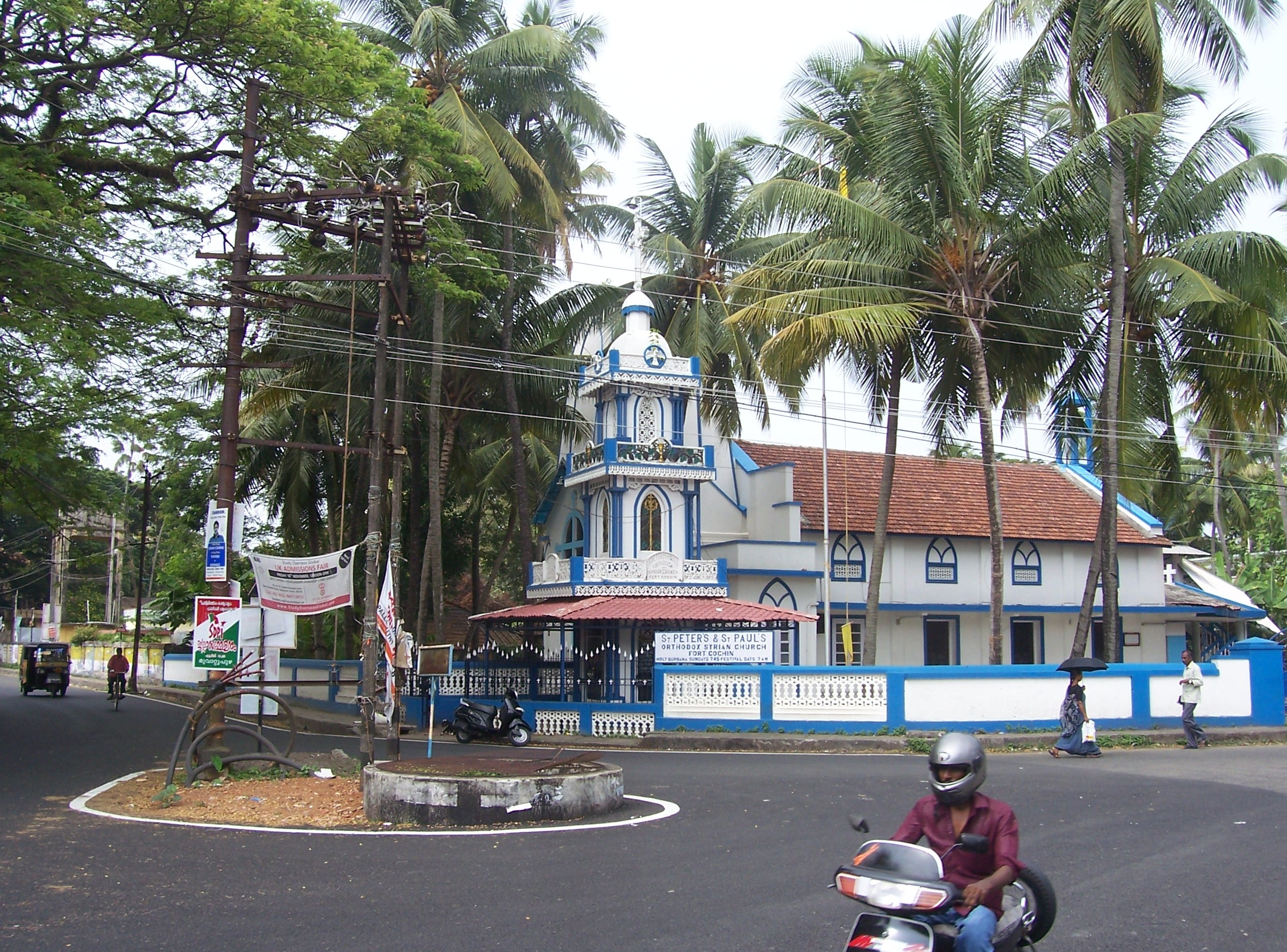
Église orthodoxe de Fort Cochin.

Selon la Tradition des chrétiens du Kérala, l'apôtre Thomas serait arrivé par la mer (vers 52) et aurait débarqué à Muziris sur la côte de Malabar (aujourd'hui Cranganore), et aurait évangélisé la région avec l'apôtre Barthélemy. Sa tombe supposée, à Mylapore près de Chennai, est un lieu de pèlerinage. Cette évangélisation est considérée comme possible pour de nombreux historiens — mais non attestée —.
L'existence de chrétiens en Inde est attestée dès le IIe siècle, par des inscriptions relevées sur des patènes de cuivre des églises chrétiennes de la région de Kerala, au sud-ouest du pays. De plus, d'après l'historien du IIIe siècle Eusèbe de Césarée, Pantène d'Alexandrie (ou Fantainos), y fit un voyage pour y prêcher l’Évangile à la demande du patriarche Démétrios d’Alexandrie, « qui en avait été prié par des ambassadeurs de ce peuple ». Il en serait revenu avec un exemplaire de l'évangile que Matthieu avait écrit en langue hébraïque et qui semble n'avoir contenu que des paroles de Jésus.
Très tôt, vers le IIIe siècle de notre ère, l'Inde fut atteinte par des missionnaires de l'Église de Perse, laquelle, avant de s'éloigner de l'Église chalcédonienne et de refuser les décisions du concile d'Éphèse, dépendait de la juridiction de l'antique Patriarcat d'Antioche. Une expansion au cours du IVe siècle est attribuée à Thomas de Cana (en), marchand et missionnaire perse, qui débarqua à Muziris en 345, chargé par le catholicos-patriarche de Séleucie de fournir à la chrétienté de Malabar un clergé, c’est-à-dire un évêque et plusieurs prêtres, ainsi que des textes sacrés et une infrastructure ecclésiastique.
Ainsi, cette Église de Malabar naissante était issue de l’Église de Perse, mais c’est en 450 qu’elle y fut vraiment rattachée, entrant dans la juridiction du catholicosat de Séleucie-Ctésiphon (Église de l'Orient), indépendant du « patriarcat d'Antioche et de tout l'Orient depuis le Synode de Markabta (424), notamment en raison de la séparation politique entre Rome et la Perse.

### Le schisme nestorien
En 431, le concile d’Éphèse, réunissant les prélats de l’Empire romain, condamna comme hérétique le nestorianisme, doctrine défendue par Nestorius. L’Église de Perse ne reconnu pas ce concile, car elle était elle-même nestorienne. Ce schisme brisa l'unité des chrétiens de langue syriaque, variante de l’araméen utilisée comme langue liturgique de part et d’autre de la frontière romano-Perse. La langue évolua alors peu à peu en deux variantes : occidentale pour la Syrie ; orientale pour la Perse et ses dépendances dont fait partie l’Inde.
Cosmas Indicopleustès rendit compte de l'existence de la chrétienté de Malabar dans les années 520-525. C'est vers 650 que le catholicos Ishoyahb III met l'Église de Malabar sous la dépendance de l'Église de l'Orient, syriaque orientale et nestorienne. Au VIIIe siècle le catholicos Timothée Ier crée la Province ecclésiastique d'Inde, province de l'extérieur, qui englobait la chrétienté de Malabar.
Depuis au moins cette époque-là, le chef de l'Église locale, qui a alors une grande autonomie, est un métropolite de l'Église de l'Orient. Il occupe la dixième place dans la hiérarchie de l'Église et portait le titre de Métropolite-Évêque du siège de saint Thomas et de toute l'Église des Chrétiens de l'Inde. Mais comme les métropolites ne parlent généralement pas la langue locale, le pouvoir est en fait entre les mains d'un prêtre indien qui portait le titre d'Archidiacre et Porte de toute l'Inde et était le véritable chef civil et religieux de la communauté.
Après le XIIe siècle, le catholicossat d’Irenoupolis envoya des évêques pour les Chrétiens de saint Thomas en Inde. Mais, à partir du XIVe siècle, seule l'Église de Séleucie-Ctésiphon (nestorienne) envoyait encore des évêques au Malabar. L’Église y était ainsi exclusivement nestorienne et de rite syriaque oriental à l’arrivée des Portugais.

### La domination portugaise
Vasco de Gama est le premier Portugais à atteindre l’Inde par la mer, en 1498, en débarquant à Calicut sur la côte de Malabar. Les premiers contacts avec les locaux au début du XVIe siècle se passent sans heurts.
En 1503, après une période sans évêque, le catholicos-patriarche de Séleucie-Ctésiphon reconstitue une hiérarchie pour l'Inde en consacrant plusieurs évêques, dont Yahballaha, avec le titre de Métropolite de l'Inde et de la Chine, Dinkha, Jean et Jacques. À l'arrivée des Portugais dans la région, la hiérarchie locale est donc constituée d'un métropolite résidant à Angamala et de trois évêques suffragants.
Vasco de Gama puis Cabral parviennent à s'assurer de l'estime du roi hindou de Cochin, de sorte que toute la contrée passe sous le contrôle des Portugais ; ceux-ci font alors pression sur l’Église locale appelée Syro-malankare pour une union avec Rome et sèment ainsi trouble et division au sein de ces chrétientés atypiques. Il s’agit, selon eux, de « ramener » ces chrétiens jugés « séparés », et qui plus est peut-être « hérétiques », à l’orthodoxie et dans l’obédience romaine. Ils établissent ainsi l'Inquisition dès 1560.
En juin 1599, l’archevêque portugais de Goa, Alexis de Menezes —de rite latin, convoque l'assemblée générale, qualifiée plus tard de synode de Diamper, afin de décider de cette union. C'est l'origine de l'actuelle Église catholique syro-malabare. Les chrétiens du Malankar (ou Malabar) contraints d’accepter cette « romanisation », y perdent alors leur autonomie structurelle et supportent une rupture en matière liturgique du fait d'une latinisation des usages. Placés de force sous la juridiction de l'Église de Rome, ils dépendent dès lors du diocèse d’Angamali, suffragant de Goa et gouverné par des évêques latins et jésuites. Un jésuite, Francisco Roz, est nommé évêque en 1601 et latinise fortement le rite (avec des emprunts au rite de Braga).
Les livres sacrés de l'ancienne Église malabare ainsi que d’antiques manuscrits liturgiques seront brûlés, sur l'ordre de l’archevêque de Menendez, œuvre poursuivie par ses successeurs.

### La résistance / réaction syrienne
Pour faire face aux vexations et à la répression qu'ils subissaient de la part des catholiques (latinisation, interdiction de dire la messe en syriaque, mise en prison des prêtres, destruction des livres liturgiques et patrologiques) et après avoir en vain multiplié les recours à Rome, beaucoup de chrétiens fuient les ports. Ils se réunissent le 3 janvier 1653 au pied de la croix de Coonen à Cochin où ils jurent de ne pas rester sous l'obédience des Portugais et des « paulistes ». Six mois plus tard, l'archidiacre Thomas Palakomatta, est élu par imposition des mains de douze prêtres et ils font légitimer cette élection par le patriarche jacobite d'Antioche.
Ainsi se reconstitue l'Église syro-jacobite du Malabar (puttankuttukar, nouvelle assemblée) qui se détache de l'Église catholique de rite syro-malabar (palayakuttukar, ancienne assemblée). L'Église de Malabar connaît alors l'installation d'une double hiérarchie : jacobite antiochienne, de liturgie syro-occidentale ; catholique romaine, de liturgie syro-orientale latinisée. Les Jésuites doivent cependant céder la place aux Carmes déchaux dans ce territoire.

### La multiplication des Églises
Un schisme eu lieu au sein de l’Église Malankare, après l’envoie de trois évêques par le Patriarche jacobite d’Antioche, en 1751, à la suite d'une solution de continuité dans la succession épiscopale locale. Il éclata définitivement en 1771, créant ainsi l'Église malankare independante.
À partir de 1815, a lieu la construction de l'église Notre-Dame des douleurs (Mart Mariam) à Thrissur, qui devient foyer de naissance du courant syro-chaldéen, attaché au rite syriaque oriental. Cela aboutit, à la fin du siècle, à la scission de l’Église syrienne chaldéenne par rapport à l'Église catholique syro-malabare.
À la même période, Rome crée des juridictions spécifiques et nomme des évêques d'origine et de rite locaux, pour cette Église. Une hiérarchie complètement syro-malabare est établie par Pie XI en 1923.
En 1993, l'Église a été élevée au rang d'Église archiépiscopale majeure. Elle est depuis dirigée par un archevêque majeur, métropolite d'Ernakulam.
En 1930, l'archevêque Mar Geevarghese Ivanios et son évêque suffragant Mar Théophile de Tiruvalla quittèrent l'Église syro-malankare orthodoxe (Église syriaque orthodoxe en Inde) pour rejoindre l'Église catholique romaine et rétablir la communion avec l'évêque de Rome. En 1932, Rome créa une métropole syro-malankare, consacrant l'existence d'une seconde Église catholique orientale en Inde, l'Église catholique syro-malankare (de rite syriaque occidental). Dès lors, divers évêques et métropolites rallient l’obédience romaine (1937 : Joseph Mar Severios, évêque de l'Église syro-malankare orthodoxe ; 1939 : Thomas Mar Diascorus, métropolite knanaya orthodoxe ; 1977 : Poulose Mar Philexinos III, métropolite de l'Église malabare indépendante). En 2005, cette Église est élevée au rang d'Église archiépiscopale majeure ; le primat prend à ce moment le titre de Catholicos-Archevêque majeur.
En 1975, l'Église malankare orthodoxe se sépare définitivement de l’Église syro-malankare orthodoxe, rattachée canoniquement l'Église syriaque orthodoxe et au patriarcat d’Antioche, et devient ainsi autocéphale.

### L’influence protestante
L'influence des missions protestantes, à partir du XIXe siècle notamment, joua un rôle dans les divisions de l’Église de Malabar. Il y eut une controverse entre deux évêques jacobites : Mar Athanase Mathew, désireux de se rapprocher du rite anglican, et Mar Dionysos Joseph, opposé à cela. Le procès qui s’ensuivit, de 1879 à 1889, entraîna un nouveau schisme lorsque les partisans de Mar Athanase Mathew fondèrent alors Église jacobite réformée, dite de Mar Thoma. Celle-ci mena ensuite un prosélytisme actif en direction des basses castes.
Les navikaranakkar (réformateurs) conservent encore le rite syrien occidental (comme les jacobites), et leur Église est liée par des accords pastoraux à l'Église malabare indépendante, mais n'est pas en pleine communion avec les Églises orthodoxes orientales. En effet, les marthomistes sont influencés par l’anglicanisme notamment dans leurs pratiques, et ils s’en réclament officiellement. Qui plus est, ils sont en communion avec la Church of South India (CSI) et la Church of North India (CNI), avec lesquels il est question d’une union, depuis la fin du XXe siècle.
Il faut également mentionner une communauté née d’une scission avec l'Eglise malankare Mar Thomas en 1961 : l'Eglise évangélique Saint Thomas de l'Inde.

## Organisation

### Avant 1498

#### Siège
Le siège de l'Église a probablement d'abord été à Mylapore ou à Cranganore. Il fut par la suite transféré à Angamala.

#### Métropolite et évêques
Le primat, qui avait une grande autonomie, était un métropolite de l'Église de l'Orient depuis au moins le VIIIe siècle. Il occupait la dixième place dans la hiérarchie de l'Église et portait le titre de Métropolite-Évêque du siège de saint Thomas et de toute l'Église des Chrétiens de l'Inde.
En 1503, après une période sans évêque, le catholicos-patriarche de Séleucie-Ctésiphon reconstitua une hiérarchie pour l'Inde en consacrant un métropolite, qui résida à Angamala, et de trois évêques suffragants.

#### Archidiacre
Comme les métropolites et les évêques (originaires d'un des monastères de Mésopotamie) ne parlaient généralement pas la langue locale, le pouvoir était en fait entre les mains d'un prêtre indien qui portait le titre d'Archidiacre et Porte de toute l'Inde. C'était lui le véritable chef civil et religieux de la communauté.

### Les Knanayas
Les Knanayas forment un groupe à part au sein des chrétiens du Kerala, probablement issus de descendants d'immigrants judéo-chrétiens originaires du sud de la Mésopotamie arrivés en 345.
- Archidiocèse catholique knanaya de Kottayam (Église cath. syro-malabare)
- Diocèse orthodoxe ("jacobite" c'est-à-dire directement dépendant de l'Église Patriarcale d'Antioche et de Tout l'Orient) knanaya de Chingavanam (Église syriaque orth.)

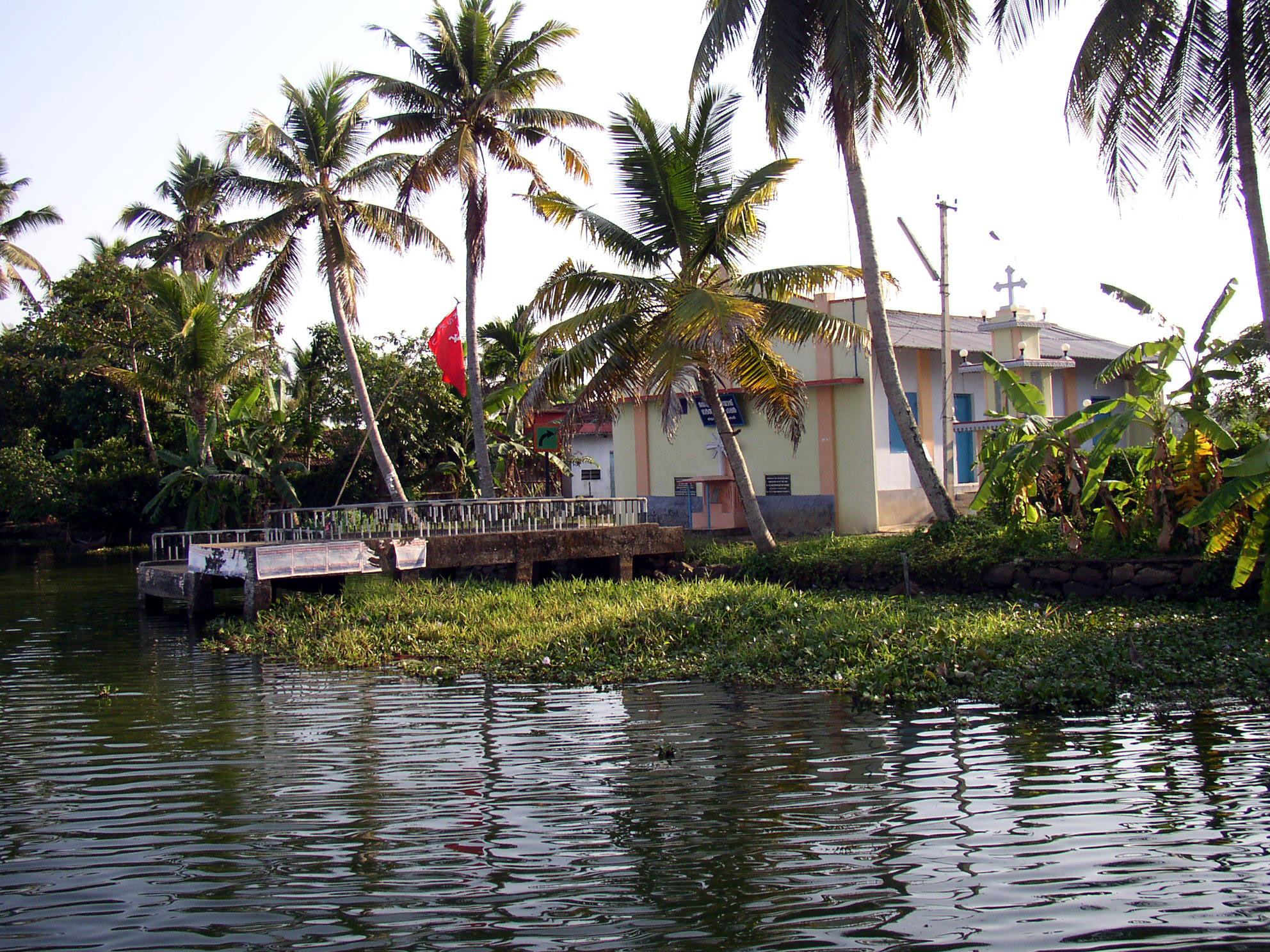
Église orientale dans la région des Backwaters au Kerala
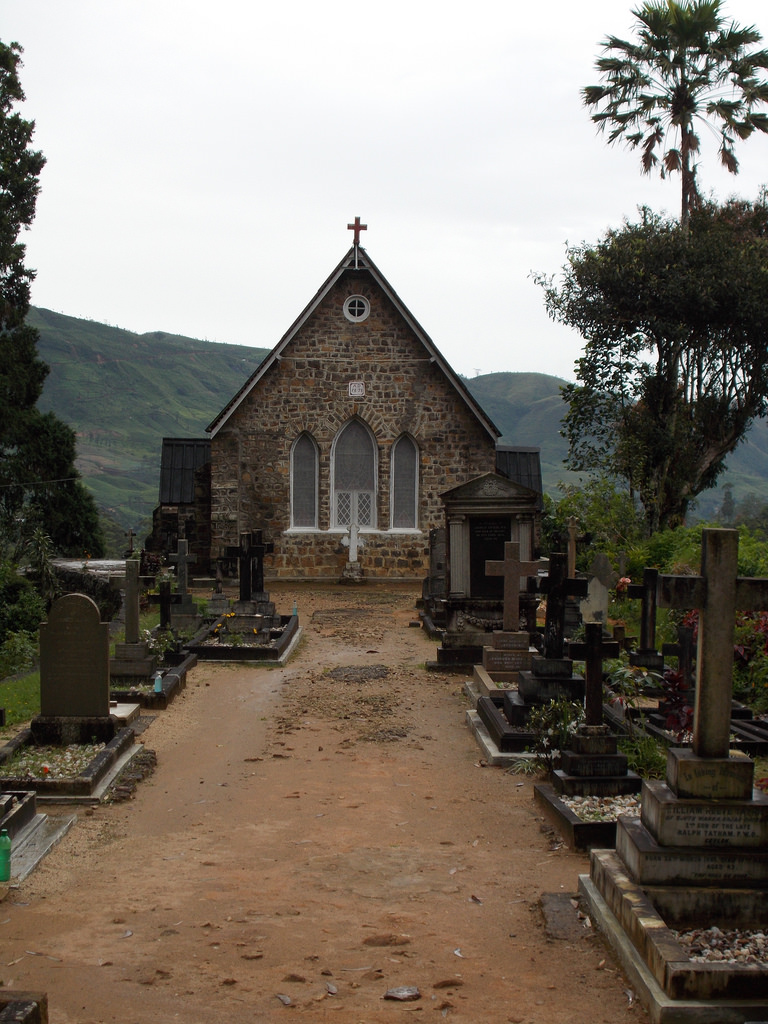
Église de Malakkappara dans le Kerala

## Les différentes Églises

### Liste des différentes Églises
| Syriaque occidental        | Syriaque occidental          | Syriaque occidental        | Syriaque occidental             | Syriaque occidental              | Syriaque oriental               | Syriaque oriental         |
| Syriaque réformée          | Orthodoxes orientaux         | Orthodoxes orientaux       | Orthodoxes orientaux            | Catholiques orientaux            | Catholiques orientaux           | Assyriens                 |
| -------------------------- | ---------------------------- | -------------------------- | ------------------------------- | -------------------------------- | ------------------------------- | ------------------------- |
| Église malankare Mar Thoma | Église malabare indépendante | Église malankare orthodoxe | Église syro-malankare orthodoxe | Église catholique syro-malankare | Église catholique syro-malabare | Église malabare orthodoxe |

#### Église des deux conciles(nestorienne)
- Église malabare orthodoxe (rattachée à l'Église apostolique assyrienne de l'Orient)

#### Églises des trois conciles(miaphysites)
- Église malankare orthodoxe ou Église indienne orthodoxe (autocéphale)
- Église malabare indépendante (autocéphale)
- Église syro-malankare orthodoxe (rattachée à l'Église syriaque orthodoxe)

#### Églises catholiques orientales
- Église catholique syro-malankare
- Église catholique syro-malabare

#### Église Anglicane
- Église malankare Mar Thoma

#### Églises réformées
- Église évangélique Saint Thomas de l'Inde

### Évolution des différentes Églises

4

5

6

7

1

2

3

- 4

- 5

- 6

- 7